# Yuehua Entertainment
Yuehua Entertainment (кит. 乐华娱乐; кор. 위에화 엔터테인먼트) — является частной китайской многонациональной развлекательной группой и агентством талантов, базирующейся в Пекине. Компания была основана в июне 2009 года бывшим сотрудником Huayi Brothers Ду Хуа. Агентство занимается производством и распространением музыки, производством фильмов и сериалов, управлением и обучением артистов, производством музыки и музыкальных видео, связями с общественностью и развлекательным маркетингом. Yuehua Entertainment имеет партнерские отношения с южнокорейскими компаниями Pledis Entertainment, Starship Entertainment и SM Entertainment.
Yuehua Entertainment получили финансирование от Gravity Media и CMC Capital в августе 2014 года. CMC Capital инвестировала 49 миллионов долларов США в агентство и стала её стратегическим акционером по завершении финансирования. В 2014 году Yuehua Entertainment открыли корейский филиал, расположенный в Каннам-гу, Сеул, Южная Корея. Yuehua объявила о планах дальнейшего расширения своего корейского филиала, начиная с февраля 2016 года. В 2019 году корейский филиал Yuehua Entertainment переехал в новое здание.

## Китай
Группы
- UNIQ
- NEXT
- YHBOYS
- A-SOUL (VTuber)[5]
- NAME[6]
- NAME[6]
- BOYHOOD

Сольные испольнители
- Хань Гэн (с 2010)[7]
- Чжан Яо (с 2012)
- Чжоу Исюянь (UNIQ)
- Ли Вэньхань (UNIQ)
- Ван Ибо (UNIQ)
- Ivy (2015)
- Чэн Сяо
- Ву Сюани
- Мэн Мейчи
- Чжу Чжэнтин (NEXT)
- Фань Чэнчэн (NEXT)
- Джастин (NEXT)
- Ху Вэнь Сюань (S.K.Y)
- Дин Цзэ Жень (NEXT)
- Ван Ирон (Everglow)
- Элвис Ван
- Ху Чуньян
- Чэнь Синьвэй
- Цзинь Цзы Хан (ИМЯ)
- Тан Цзю Чжоу

Актёры/актрисы
- Хан Гэн
- Чжоу Исюянь
- Ли Вэньхань
- Ван Ибо
- Фань Чэнчэн
- Чжу Чжэнтин
- Би Вэньцзюнь
- Ву Сюани
- Чен Сяо
- Чжан Цзыцзянь

Режиссёры
- Чан Тхэ Ю (с 2014)

## Южная Корея
Группы
- UNIQ
- Hyeongseop X Euiwoong
- EVERGLOW[8]
- Tempest[9]

Сольные исполнители
- Чхве Йена

Актёры
- Ли До Хён
- Ким Сон Джу
- Хван Хёнчжу
- Пак Чон

Модели
- Хван Хёнчжу

Действующие трейни
- Ким Гювин (ZB1)[10]
- Хан Юджин (ZB1)[10]
- Чжан Хао (ZB1)
- Рики (ZB1)

## Бывшие артисты
- UNIQ
  - Чо Сынён (2014—2022)[11]
- WJSN (2016—2023)[12]